# جرائم وحشية

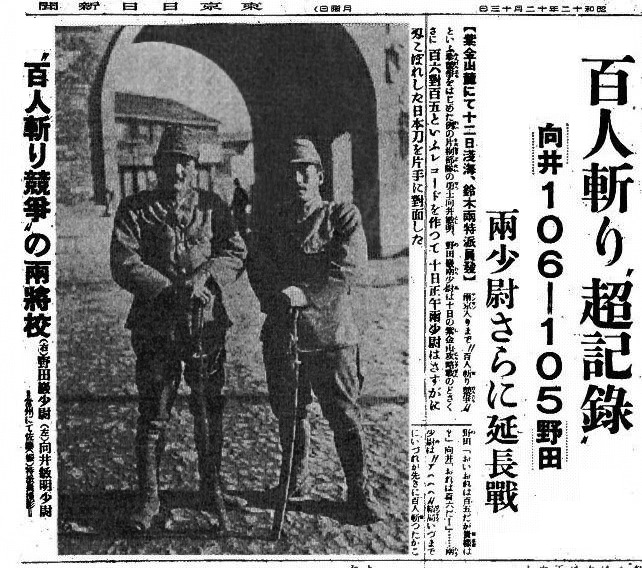
ضابطين من الجيش الياباني، توشياكي موكاي وتسويوشي نودا، يتنافس في مسابقة لقتل 100 أسير صيني بالسيف، أحدى الجرائم الوحشية خلال مذبحة نانجينغ.

الجرائم الوحشية عبارة عن مرجع شامل للغاية إلى ما يطلق عليه اسم الجرائم الأربع الرئيسية في القانون الدولي العام، وهي جرائم الحرب والإبادة الجماعية والجرائم ضد الإنسانية، والجريمة التي لم يتم تعريفها بعد (على الأقل في سياق المحكمة الجنائية الدولية) وهي جريمة العدوان.